# Song Dae-nam
Song Dae-nam (ur. 5 kwietnia 1979 w Yongin) – południowokoreański judoka, mistrz olimpijski. 
Złoty medalista olimpijski z Londynu w kategorii do 90 kg. W finałowej walce pokonał Kubańczyka Asleya Gonzáleza.